# Младенци
Вижте пояснителната страница за други значения на Свети четиридесет мъченици.
Младѐнци е християнски празник в памет на Четиридесетте севайстийски мъченици от IV век (загинали в гоненията на император Лициний). Православните църкви, използващи Новоюлианския календар, сред които е и Българската православна църква, отбелязват празника на 9 март, а старостилните – на 22 март.

## Традиции
Денят се възприема традиционно като ден на пролетното равноденствие. В Русия на празника Младенци се изпълняват специални народни песни, наричани "веснянки". Очаква на него да започнат да се връщат птиците от топлите страни, както и да заизлизат змиите от дупките си (според българската легенда, дотогава пребивавали в отдалечено митично селище, наричано Змейково). Съществуват различни обусловени от това ритуали за късмет, като обичаят тогава и в следващите 2-3 седмици човек да не излиза гладен, за да него срещне прелетна птица (щъркел, лястовица, кукувица) в това състояние, според поверието ако е сит - ще е и щастлив, а ако има монета в джоба си - няма да обеднее. Обредите свързани с змиите, са въобще опасни за здравето и живота, въпреки че според поверията носят щастие в любовта, здраве (включително и чудотворни изцеления) и пазят от магии. Сред тях е змията да се чака, край дупката й и да се подмами или принуди да мине през процеп в дрехата на болник, просната на входа й. Също така се твърди, че който убие змия него ден, ако вземе главата ѝ, сложи в нея семки от босилек и ги посади, ще добие така вълшебно биле, предпазващо и от магии, а накичено с него момиче ще има много обожатели.
За предпазване от шарка (предизвиквана, според тези представи, преди всичко от митологичния персонаж Баба Шарка) на този ден се смята за препоръчително да не се работи, особено от жените, които могат да раждат или имат деца, но има и някои обичаи, свързани с готвене. Месят се обредни хлябове – младенци, боговица, квасеник, колачета и питки. В Западна България тези печива са 40 на брой в домакинство и представляват кукли, нашарени с цев, като пъпките напомнят зърната на шарката. Те се намазват отгоре с мед и се раздават на всички деца в къщата, а които останат, се раздават на съседските деца. Младите булки носят от тях на родителите си, на кръстника и на девера си. Също така има и обичай, главно сред сърбите и хърватите, новобрачните (женените преди неповече от година) да правят такива сладки (оформени като гевречета) и да канят гости по този повод. У източните славяни това ястие също има ритуално приложение, но е повече свързано с птиците и с равноденствието (има формата на малки птички, на гнездящи птици или на слънца) и се приготвят предимно от децата и техните майки, от които после се и изяждат или се ползват от децата и младежите за окичване на къщния двор и за различни гадания и заклинания. В някои случаи обичаят напомня тези около готвената в България баница с късмети - във вътрешността на сладкишите поставят пари и използват това за жребий, относно това кой селянин да започне сеитбата.